# Khương Đại Minh
Khương Đại Minh (sinh tháng 3 năm 1953) là chính khách nước Cộng hòa Nhân dân Trung Hoa. Ông từng là Bộ trưởng Bộ Tài nguyên Đất đai và trước đó giữ chức vụ Tỉnh trưởng Chính phủ Nhân dân tỉnh Sơn Đông.

## Tiểu sử
Khương Đại Minh là người Vinh Thành, tỉnh Sơn Đông. Năm 1976, ông gia nhập Đảng Cộng sản Trung Quốc và năm 1982 nhận một bằng cử nhân triết học từ Đại học Hắc Long Giang. Ông cũng nhận bằng cấp về quản lý tại Đại học Công nghiệp Cáp Nhĩ Tân năm 1996 và chính trị tại Trường Đảng Trung ương Đảng Cộng sản Trung Quốc năm 2001. Ông đã giữ nhiều chức vụ, bao gồm cả ở Binh đoàn sản xuất và xây dựng Hắc Long Giang, Phó Chủ tịch Hội Liên hiệp Thanh niên toàn quốc Trung Hoa, Ủy viên Ban Thường vụ Tỉnh ủy Sơn Đông kiêm Trưởng ban Tổ chức Tỉnh ủy Sơn Đông, Phó Bí thư Tỉnh ủy Sơn Đông kiêm Trưởng ban Tổ chức Tỉnh ủy Sơn Đông và Bí thư Thành ủy Tế Nam. Tháng 5 năm 2007, ông cũng trở thành Bí thư Ban Cán sự Đảng Chính phủ nhân dân tỉnh Sơn Đông. Tháng 6 năm 2007, ông được bổ nhiệm làm Phó Tỉnh trưởng Chính phủ Nhân dân tỉnh Sơn Đông, và quyền Tỉnh trưởng Chính phủ Nhân dân. Tháng 1 năm 2008, ông chính thức được bầu làm Tỉnh trưởng Chính phủ Nhân dân tỉnh Sơn Đông. Tháng 3 năm 2013, Khương Đại Minh được bổ nhiệm làm Bộ trưởng Bộ Tài nguyên và Đất đai và giữ chức vụ cho đến tháng 3 năm 2018.
Ông là Ủy viên dự khuyết Ủy ban Trung ương Đảng Cộng sản khóa XVI (2002 - 2007) và Ủy viên chính thức Ủy ban Trung ương Đảng Cộng sản khóa XVII (2007 - 2012) và khóa XVIII (2012 - 2017).